# Lista de vulcões de Ruanda
Esta é uma lista de vulcões ativo e extinto de Ruanda.
| Nome            | Elevação | Elevação | Localização                 | Última erupção |
| Nome            | metros   | pés      | Coordenadas                 | Última erupção |
| Monte Karisimbi | 4507     | 14,783   | 1° 30′ S, 29° 27′ L         | Holoceno       |
| Monte Muhabura  | 4127     | 13,537   | 1° 23′ S, 29° 40′ L         | Holoceno       |
| Monte Bisoke    | 3711     | 12,172   | 1° 28′ 12″ S, 29° 29′ 31″ L | Holoceno       |